# إلياس هوت
إلياس هاث (بالألمانية: Elias Huth) هو لاعب كرة قدم ألماني، ولد في 10 فبراير 1997 في Großwelzheim ‏ في ألمانيا. لعب مع نادي كايزرسلاوترن.

## وصلات خارجية
- إلياس هاث على موقع قاعدة بيانات كرة القدم.إي يو (الإنجليزية)
- إلياس هاث على موقع Soccerway.com (الإنجليزية)
- إلياس هاث على موقع عالم كرة القدم.نت (الإنجليزية)